# Oscar Larsson

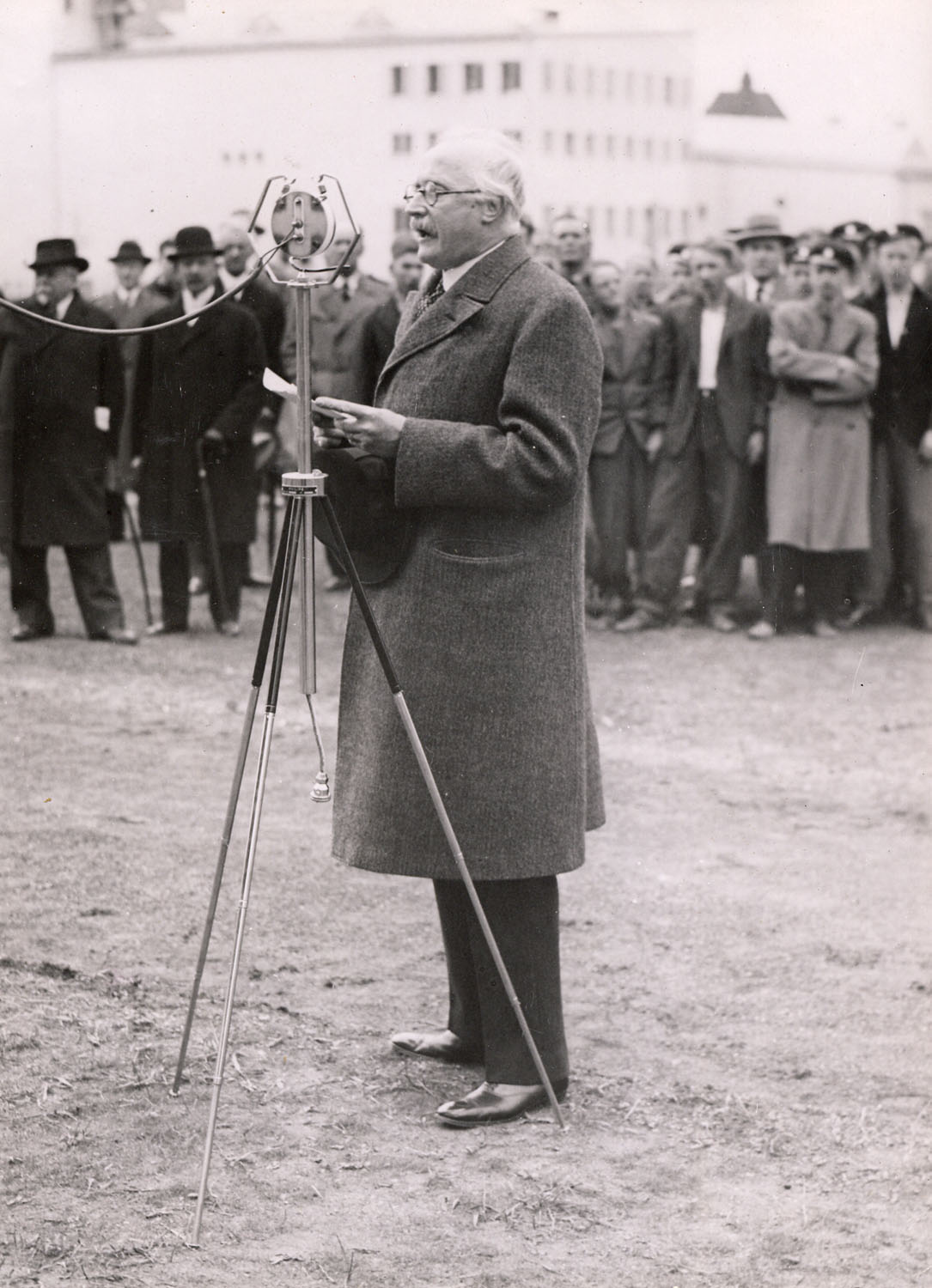
Oscar Larsson inviger Kristinebergs Idrottsplats 1933.

Oscar Edvin Larsson, född 10 november 1880 i Göteborgs Karl Johans församling, död 22 november 1979 i Tegneby församling på Orust, var en svensk lärare och socialdemokratisk kommunalpolitiker i Stockholms stad.
Larsson blev extra ordinarie folkskollärare i Stockholm 1902 och ordinarie sådan 1904. Han blev ledamot av Stockholms stadsfullmäktige 1912 och förblev det till 1950. Han var riksdagsledamot för Socialdemokraterna i första kammaren 1919-1920, och från 1920 till 1946 var han borgarråd för kulturroteln. Som borgarråd ansvarade han bland annat för undervisningsfrågor och arbetade bland annat särskilt för skollokalernas förbättrande.
Larsson var också ledamot av styrelserna för Stockholms högskola och Nordiska museet och blev 1936 filosofie hedersdoktor vid Stockholms högskola. Han invaldes 1932 i Kungliga Musikaliska Akademien. Han var den förste hyresgästen som fick flytta in i bottenvåningen på nyrenoverade Kristinebergs slott. 1936 tillträdde Larsson som ledamot i den av Stockholms stadskollegium nyinrättade Stockholms stadskollegiums Handbokskommitté tillsammans med Gustaf Ahlbin, Bertil Boëthius, Nils Ahnlund, Fredrik Ström och Sten Wahlund. År 1942–1947 var Larsson ordförande för Svenska stadsförbundet.
Han tilldelades Illis quorum.